# 陸鍾寛
陸 鍾寛（ユク・チョングァン、육종관、1893年（1894年？）6月13日 - 1965年12月26日）は、大地主陸用弼の子で、5人兄弟の末っ子。本貫は沃川である。
民主共和党の国会議員を務めた陸寅修、元大統領の朴正煕夫人の陸英修、教育者の陸寅順の父であり、元大統領の朴槿恵、社会事業家の朴槿令と実業家の朴志晩の祖父、元農水産部長官の張徳鎮、元国務総理の韓昇洙、元国会議員の尹錫民の妻の祖父、元国会議員の金世淵の妻の曽祖父である。また、1885年生まれの8歳年上の甥陸定洙は兄の陸鍾允の息子である。